# Призрак (Marvel Comics)
Призрак — персонаж комиксов, опубликованных Marvel Comics. Он появился как враг Железного человека, также состоял в команде Громовержцев во время сюжетных линий «Тёмное правление» и «Эра Героев».
Ханна Джон-Кеймен сыграла женскую версию персонажа по имени Эйва Старр в фильмах «Человек-муравей и Оса» 2018 года и «Громовержцы*» 2025 года, входящих в киновселенную Marvel.

## История публикации
Призрак впервые появляется в «Железный человек» № 219 (июнь 1987 г.) и был создан Дэвидом Микелайни и Бобом Лейтоном. Первоначально изображается как суперзлодей, персонаж позже превратился в анти-героя рисунке.
Он появился как регулярный персонаж в Громовержцы, начиная с выпуска № 128, так и остался с командой, когда титул перешёл в темных Мстителей, начиная с № 175.
Очень мало известно о личности Призрака. Он утверждает, что был одним из исследователей в IT-области в свое время и был превращён в то, что он является корпоративной жадностью. «Призрак» — это антикапиталистический саботажник, который стремится уничтожить различные политические и экономические институты.  Он считает их угнетающими, по-видимому, наиболее заинтересованными в тех, кто занимается передовыми технологиями и наблюдением. Иногда он предоставлял свои услуги корпорациям и другим организациям, таким как Громовержцы Нормана Озборна, которые хотели уничтожить соперничающие группы, но неизменно планирует включить своих собственных работодателей и свергнуть их.

### Происхождение
Как сам Призрак рассказал Лунному Камню, он когда-то работал программистом и инженером в растущей ИТ-компании под названием Omnisapient. Впечатлив совет директоров своим технологическим мастерством и гениальным интеллектом, он быстро поднялся в ряды. И взял на себя флагманский проект компании, для которого он разработал революционный процессор, который мог физически изменить реакцию на окружающую среду, становясь неосязаемым до перегрева. Благодаря его технологии Ghost Tech, акции компании взлетели, а совет, всё больше зависящий от человека, который станет Призраком, собрал кредит.
Измученный после нескольких месяцев работы, социальный интровертированный программист решил уйти в отпуск, что противоречило ожиданиям совета директоров в отношении запланированного запуска, что может значительно увеличить их прибыль. Приблизившись с привлекательной сотрудницей, когда он собирался уйти, молодой человек отменил свои планы поездок и начал с ней отношения. Более счастливым и продуктивным, чем когда-либо, теперь он обнаружил, что каждый отдельный аспект его жизни привязан к компании, всей части хорошо смазанной машины, пока его возлюбленная не умерла во время взрыва в её квартире. Испытывая депрессию из-за смерти и неспособность справиться с её очевидной случайностью, он стремился утешиться, погрузив своё сознание в сети передачи данных, которые он создал, проводя собственную плоть с помощью своих процессоров с потоковым состоянием. Внутри этой сети не было никакой случайности, и его бессознательный разум в состоянии альфы мог решить любую дилемму, которую его сознательный ум не мог или не желал. В этом состоянии он собрал воспоминания и спрятал фрагменты данных, чтобы понять, что его мертвая любовница была нанята советом, чтобы соблазнить его, оставив его счастливым и доступным для каждого требования компании, а затем убить за то, что он шантажировал их за большие деньги. Испугавшись, он попытался убежать, но его открытия были обнаружены советом директоров, который отправил за ним контрактного убийцу. Тот взорвал бомбу в его квартире, прежде чем герой смог уйти, уничтожив всё здание и убив десятки арендаторов. Тем не менее он выжил, сделался неосязаемым процессорами с потоком, слитыми с его телом, когда его ударила стена огня. Опыт завершил его психологическую трансформацию, и когда-то наивный трудоголик появился как Призрак, параноидальная бдительность, направленная на уничтожение корпоратократии. Он немедленно отомстил совету директоров, уничтожил его вместе со своим контрактным убийцей, а затем стёр все записи о своей предыдущей жизни.

### Слияние Accutech
Когда-то после этого The Призрак был нанят Каррингтоном Паксом, ведущим исполнительным директором Roxxon, чтобы уничтожить Accutech Research and Development. Accutech пытался разработать генератор бета-частиц, и когда они отказались продать его Roxxon, Призрак был нанят, чтобы привлечь Accutech к банкротству. Тони Старк был заинтересован в приобретении технологии Accutech и купил компанию. Исследуя беспорядок на новом объекте, как Железный человек, он впервые встретил Призрака. Железному человеку удалось вывести Призрака из Acutech, но Призрак поклялся, что он отомстит за работодателя Железного человека Тони Старка.
В течение следующих нескольких недель Тони Старк потратил всё своё свободное время на модификацию своих доспехов. Иногда, для дополнительной безопасности, он спал в своих доспехах. Когда Пакс и другие руководители в Roxxon услышали, что Призрак стал изгоем, они боялись, что его действия заставят компанию выглядеть плохо. Поэтому они позвонили Спаймастеру, чтобы позаботиться о нём. После ожесточённой битвы в Stark Enterprises, Призрак убил Спаймастера. Используя модифицированную версию своих схем неосязаемости, Призрак заставил Спаймастера материализоваться в стене. Шок вызвал полное тело Спаймастера и он считался мёртвым. Несколько лет спустя в «Тёмном правлении» было показано, что Спаймастер инсценировал свою смерть.
Тони наконец решился пойти в наступление против Призрака. Он создал ловушку, и Призрак пошел прямо в неё. После короткой битвы, Железный человек загнал Призрака в комнату с генератором бета-частиц. Он включил его, чтобы лучше видеть скрытого Призрака, поскольку излучение генератора может вызвать помехи в сложном техническом костюме Призрака. Однако длительное воздействие генератора было смертельным, и Железный человек не хотел слишком долго оставаться в комнате. Но Призрак поклялся уничтожить Stark Enterprises, и ничто, даже шанс умереть, не остановит его. Когда он пытался добраться до генератора, чтобы его уничтожить, интенсивная жара от его перегруженного костюма заставила пол расплавиться, и Призрак провалился.  Всё, что Железный человек нашёл от Призрака, было его сгоревшим костюмом. Тем не менее Тони не верил, что Призрак мёртв.

### Нечестивый Призрак
Действительно, вскоре после этого появился Призрак — на этот раз преследующий компанию в Италии, которой владеет Джастин Хаммер. Проницательный промышленник намеревался продать компанию Electronica Fabbrizi Тони Старку, избавив его от опасного врага и бесполезного актива, а также навязывая бизнес-сопернику неприятную проблему. Однако после того, как Тони Старк обнаружил истинное владение барахтающейся компанией, был достигнут компромисс: силы Хаммера и Железного человека будут сотрудничать в выводе Призрака. Хаммер послал своих оперативников Хлыста, Метель и Бумеранга, чтобы помочь Железному человеку сражаться с Призраком. Тем не менее, команда Хаммера предала Железного человека, планируя избавиться от обоих своих врагов.
Призрак пытался убить Железного человека, сделав его неосязаемым. В то время как Железному человеку удалось спасти жизни всех участников, Electronica Fabbrizi был безвозвратно уничтожен и Призрак сбежал. Однако, когда таинственный злодей столкнулся с Хаммером, выяснилось, что у безжалостного делового человека были оборонительные укрепления против сил неприкосновенности Призрака, и он совершил свой побег, оставив своего нападавшего в ловушке. Взорвав свой выход, саботажник пообещал продолжить свой крестовый поход против Хаммера и всех компаний в любом месте.
Затем Ghost был нанят Кингпином, чтобы украсть новый процесс Roxxon, чтобы создать синтетический вибраниум, и сражался с Человеком-пауком и Чёрной пантерой.
Призрак был затем побеждён Сантурионом, но сбежал и был побеждён Альтроном.

### Теория Большого Взрыва
Много позже несколько компаний внезапно и насильственно уничтожились, когда бомбы, видимо установленные на персональных компьютерах, ушли во внутренние офисы. Тони Старк, который в то время был под прикрытием в качестве обычного сотрудника в одной из компаний, которые ушли, сумел отследить источник атак: «Advanced Corp», покрытие для А.И.М. Затем выяснилось, что А.И.М., обычно не работающий в общих деловых кругах, в этом случае использовал специального агента для устранения конкуренции — Призрака. Почти побеждая Железного человека в своём первом бою, и убегая без сучка и задоринки, он ударил неприятную хватку во время своего второго боя, когда он попытался поместить свою костюмированную руку в сундук Железного человека, и тогдашнее искусственное сердце Тони Старка защищало себя, сбивая его без сознания. Впоследствии он был арестован, но его личность, похоже, осталась неизвестной.

### Неизбежность
Позже, по-видимому, сбежав, Ghost (в новом, более обтекаемом снаряжении) был занят третьим Спаймастером, чтобы помочь освободить Живого лазера, который в то время был «захвачен» Stark Industries. Он попытался убить Железного человека и как считается, преуспел. В конце концов, он оказался слишком ненадёжным и изворотливым и был оставлен своим работодателем, оставаясь на свободе.
Призрак упоминается Перчаткой как тот, кто напал на него и оставил на нем знак NW (когда на самом деле это был, по-видимому, беззаботный новобранец Хлопушка).

### «Тёмное Правление»
Тем не менее, во время сюжета «Темного царствования», похоже, он стал более расстроенным и затворником, поскольку Мисс Марвел упоминает «Он пахнет... Плохо». И сам Призрак показывает признаки растущей одержимости. После того, как Громовержцы официально расформированы, Норман Озборн рекрутирует Призрака для своих новых Громовержцев. Теперь это — команда секретных операций под прямым контролем Озборна.
Призрак помогает Озборну взять под свой контроль Борт номер Один с Гоблином (на самом деле Хедсман — новый глава Громовержцев), Доком Самсоном и новым президеном на борту. Как часть плана Озборна, Призрак, схватив Самсона, выходит из самолёта и бросает его с неба. Озборн призывает Призрака прийти в Башню Старка, где он открывает сейф, содержащий старые доспехи Железного человека. Призрак позже показывает Чёрной вдове (на самом деле Наташа Романофф в маске), что, когда Озборн является королём корпоративного мира, он будет действовать как «вирус», чтобы снести его изнутри. Он объясняет, что хочет сообщить настоящему боссу Елены Нику Фьюри. Вдова, в конце концов, была выставлена как Наталия Романофф, которая была на самом деле агентом покровителя Ника Фьюри и пыталась убедиться, что Сонгберд остался жив. Паладин, Призрак и Хедсман намеренно включили других Громовержцев, чтобы обе героини убежали. Тем не менее, Призрак настаивал на том, чтобы они оставались в Громовержцах, потому что у всех есть своя повестка дня. Он использует электроконвульсивный шок, чтобы заставить Хлыста и Мистера Икс забыть о предательстве.. В конце Тёмного правления Призрак предал Озборна, отправив пакет данных, который он собрал, тем, кто мог получить его, предупредив их о планах Озборна захватить магическое оружие Одина, Гуннир. Осознавая чрезвычайную ситуацию, Ртуть пересёк Атлантический океан и раздавил мистера Икс (который владел оружием в то время) в бою, извлекая его.

### Разбирательство Старка
Поскольку Тони Старк намеренно лоботомировал себя в вегетативное состояние и передал свою доверенность Дональду Блейку, Мадам Маска наняла Призрака, чтобы убить Старка. Она предоставила ему телефон, сделанный Жестянщиком, который он мог использовать для выполнения своих фазовых способностей, чтобы добраться до любого места в мире. Призраку удалось отследить Старка в Брокстон, Оклахома, где он дважды пытался убить Старка. Всё это время товарищи Старка пытались перезагрузить свой мозг. К тому времени Старк пришёл в себя и использовал собственный телефон Призрака против него, отправив его на объект в Сеуле.

### Громовержцы после Осады
За его помощь в падении Нормана Осборна, Призрак был завербован в новую команду Громовержцев, сформированную после «Осады». Призрак - первый член команды, с которым Кейдж встречается, когда он прибывает на Плот. Во время сюжета «Shadowland» 2010 года он будет свидетелем того, как «Кроссбоунс» убивает полицейского, которого должны были спасти Громовержцы. Призрак также сыграл важную роль в попытке взрыва Громовержцев, но при этом ему удалось перейти к альтернативному измерению, и он снова встретился с Железным человеком. Чтобы победить Призрака, Железный человек передал в сеть Призрака подтверждение того, что все подразделения Stark Industries были немедленно отключены. Поэтому Призрак отказался от планов убить Старка, потому что он больше не технологический монополист. Вернувшись на Плот, Призрак сказал Лунному камню непроверяемый рассказ о происхождении, после чего размышлял, означает ли это, что он восстановил свою способность доверять или он просто воспринимает её как никакой угрозой вообще, только для того, чтобы заключить Лунный камень, что оба они не имеют отношения к человеку, который отказался от своей гуманности и действительно неприкасаем.
К Призраку позже подходят Тиберий Стоун и Марк Ракстон, которые нанимают его для саботажа Parker Industries, конкурента собственной компании Стоуна в Alchemax. Призрак проникает в Parker Industries, и хотя он подчиняется Человеку-пауку и сотрудникам компании, ему всё же удаётся разрушить здание и всё, что в нём, взрывчаткой.

## Силы и способности
Призрак носит боевой костюм его собственного дизайна. Его технология «Ghost-tech» позволяет ему превращать себя и любые объекты, к которым он прикасается, невидимым или неосязаемым, но не в то же самое время. Неизвестные устройства в боевом костюме позволяют ему взломать и перепрограммировать всевозможные электронные системы в его окрестностях, а также перехватить, вмешаться или отключить электромагнитные сигналы. Эта технология вместе с его превосходным интеллектом делает его супер-хакером.
Призрак также изобрёл оружие, в результате которого вспыхивали взрывы электричества или взрыва, и использовался большой арсенал высокотехнологичного оружия, в том числе зажигательные устройства, самонаводящиеся гранаты Ансон и звуковые бомбы. Тем не менее он часто избегает прямых конфронтаций, предпочитая тактику уловки и засады.
Он блестящий тактик, изобретатель и компьютерный хакер.

## Другие версии
Ultimate Версия Призрака представлена в Ultimate Comics: Armor Wars #1, где он пробирается в один из подземных укрытий Тони Старка и украл у него оборудование. Его броня имеет традиционные возможности фазировки, и он также способен создавать поля телепортации, которые позволяют ему деформировать объекты. Позже выяснилось, что он работает над «Project Tomorrow» Титанового человека. После того, как Джастин и Тони похищены силами Титанового Человека, который показывает себя Говардом Старком-старшим, он и все другие эксперименты, кроме Тони, убиты ЭМИ, который разрушает всю технику поблизости. Очень мало известно об этом Призраке, но, по словам Говарда Старка, «он получил смешной акцент».

## Вне комиксов

### Телевидение
- Призрак сделал короткое появление в анимационном сериале «Железный человек», озвученном Дженнифер Хейл, Джейми Хортон и Томом Кейном. В эпизоде «Войны брони. Часть 1», он нанят Джастином Хаммером, чтобы украсть проекты Stark Armor.
- Призрак появляется в мультсериале «Железный человек: Приключения в броне», озвученный Майклом Добсоном. Он встречается в эпизодах «Цепляние призраков», «Только для хаоса», «Призрак в машине» и «Беглец от Щ.И.Т.».
- Призрак появляется в анимационном сериале «Мстители, общий сбор!», озвученный Джимом Каммингсом. В дополнение к тому, чтобы быть врагом Железного человека, эта версия также является потомком Нелюдей, где его  способности Нелюдя улучшили его способности к поэтапной атаке. В эпизоде «Дети в порядке» он проникает в башню Мстителей, чтобы украсть П.Я.Т.Н.И.Ц.у, в то время как отключил Капитана Америку, открыв фазовое отверстие в стене Башни Мстителей, чтобы отправить Щ.И.Т. и Железного человека, поэтапно отказавшись от брони, а также похитив Сокола, Соколиного глаза и Инферно. Как только Призрак получает свои руки П.Я.Т.Н.И.Ц.у, он использует свои способности фазировать, чтобы погрузить Башню Мстителей в землю. В то время как способности Инферно по огнезащитному методу держат башню Мстителей на поверхности, Мисс Марвел получает Тони Старка в лабораторию, чтобы он мог работать с устройством, используемым на Призраке. Как только устройство будет завершено, Железный человек использует его, чтобы отключить способности фазинга Призрака. После того, как Капитан Америка был сбит с ног, Мисс Марвел побеждает его, говоря ему, чтобы он никогда не возвращался. В эпизоде «Мстители больше нет». Часть 1, Призрак шпионит за Мстителями, создавая Stark Expo в рамках подготовки к тому, что Железный человек может быть спасён от неустойчивого измерения. Затем он пытается нацелить какую-то технологию Stark Industries только на то, чтобы быть обнаруженным и подчинённым Тором. Перед тем, как отнять у Щ.И.Т, Призрак делает комментарий о том, что Железный человек не здесь и предупреждает Мстителей о том, что всё ухудшится.
- Призрак появляется в сериале «Человек-паук», снова озвученный Джимом Каммингсом. Эта версия - бывший сотрудник Stark Industries, которого уволил Тони Старк. В эпизоде «Старк Экспо», Человек-паук ненадолго встречает его на крыше того места, где Stark Expo держалась до тех пор, пока он не покинул приезд Железного человека. Во время открытия брони Железного человека Mark 50 Призрак разбил событие и поступил прямо в метку брони Железного человека Mark 50. После того, как Человек-паук и Железный человек вместе собрались, чтобы выгнать Призрака из брони Железного человека, Mark 50, Призрак показал, что он был фактически после дисков межсоединений, которые он использует, чтобы взять под контроль все технологии на Stark Expo. Когда Призрак начинает пытаться удалить дуговый реактор Тони Старка, Человек-паук должен был рискнуть использовать V-252, который заставляет его побеждать Призрака и деактивировать диски межсоединений.

### Фильмы
- Женская версия Призрака по имени Эйва Старр появляется в фильме «Человек-муравей и Оса», сыгранная актрисой Ханной Джон-Кеймен[26], и Рэлинн Браттен в детстве[27]. Она является дочерью бывшего партнёра Хэнк Пима Элайаса Старра. Когда Элайас и его жена погибли, пытаясь добраться до Квантового измерения, выжившая Эйва стала нестабильной и была усыновлена коллегой Хэнка и Элиаса Биллом Фостером[28], а затем завербована Щ.И.Т.ом в качестве. После того как Эйва берёт в плен Хэнка, Хоуп ван Дайн и Скотта Лэнга, Фостер показывает, что он помогал Эйве, которую они планируют вылечить, используя квантовую энергию Джанет. Полагая, что это убьёт Джанет, Пим отказывается помочь им, затем он, Скотт и Хоуп сбегают. Скотт и Хоуп работают, чтобы отвлечь Эйву, в то время как Пим работает, чтобы спасти Джанет. После этого Джанет отдала свою энергию Эйве, она уходит вместе с Фостером. В сценах после титров Хэнк и Джанет ищут способ сохранить Эйву стабилизированной навсегда путём сбора энергии из Квантового измерения, прежде чем они распадаются с Хоуп (из-за действий Таноса в фильме «Мстители: Война бесконечности»).
- Ханна Джон-Кеймен вернулась к роли Эйвы Старр в фильме «Громовержцы*», где та объединится в команду с Еленой Беловой / Чёрной вдовой, Баки Барнсом / Зимним солдатом, Алексеем Шостаковым / Красным стражем и Джоном Уокером / Агентом США, и вместе они противостоят Роберту Рейнольдсу / Часовому.

### Видеоигры
- Призрак появляется в качестве босса в PSP и Wii версиях видеоигры Iron Man 2, озвученный Стивеном Блюмом.
- Призрак появляется в Marvel Heroes, озвученный Филом Бакманом. Он ненадолго работает на Доктора Дума и помогает ему украсть Таблетку Времени. Позднее он разрывает связь с Доктором Думом и исчезает через стену. Призрак позже помогает героям, предупреждая их о планах Дума, когда они готовятся к штурму Замка Дума.
- Призрак появляется в Marvel: Avengers Alliance 2[29].
- Появляется в мобильной игре Marvel:Contest of champions.
- Главный антагонист в Iron Man VR, саботирующий работу Stark Industries. В игре представлена женская версия персонажа.

## Внешние ссылки
- Призрак в Marvel.com